# Raquel Soeiro de Brito
Maria Raquel Viegas Soeiro de Brito (Assunção, Elvas, 1925) es una geógrafa portuguesa.

## Trayectoria
Nació en el municipio de Elvas, en la parroquia de Assunção, en 1925. Se licenció en geografía en 1948 en la Facultad de Letras de la Universidad de Lisboa, donde estudió con el historiador Orlando Ribeiro y el científico Mariano Feio, con los que trabajó en los años siguientes. Tras licenciarse, obtuvo una beca del Instituto de Alta Cultura y se embarcó en un carguero hacia la isla azoriana de São Miguel, donde permaneció tres meses.
También obtuvo una beca del gobierno francés, que le permitió ir a estudiar a Francia, a la Universidad de Clermont-Ferrand, con geógrafos como Max Derruau y Philippe Arbos, que le propusieron hacer su doctorado allí, en la isla de São Miguel. No aceptó y en 1955 presentó en la Facultad de Letras de la Universidad de Lisboa la tesis titulada A Ilha de São Miguel. Estudo geográfico, convirtiéndose en la primera mujer en obtener un doctorado en geografía y la undécima mujer en obtener un doctorado en Portugal.
Fue asistente del geógrafo e historiador portugués Orlando Ribeiro y, como tal, participó, de 1955 a 1973, en varias misiones científicas promovidas por la Junta de Investigações do Ultramar (JIU) en los territorios portugueses de ultramar, concretamente en la Misión Geográfica a la India y en la Misión de Geografía Física y Humana de Ultramar.
En 1977, formó parte del grupo de académicos portugueses que fundaron la Facultad de Ciencias Sociales y Humanas de la Nueva Universidad de Lisboa, entre los que se encontraban António Henrique Rodrigo de Oliveira Marques, José-Augusto França, José Mattoso, Teolinda Gersão, Teresa Rita Lopes y Vitorino Magalhães Godinho. También fue responsable de la creación de los Departamentos de Geografía, Antropología y Ordenación del Territorio de esta facultad y de la introducción de las matemáticas, las ciencias del mar y la informática en la licenciatura de geografía.
Paralelamente a su labor investigadora y docente, también fue directora de la revista Geographica, de la Sociedade de Geografia de Lisboa, secretaria del Instituto de Alta Cultura y presidenta de la clase de artes, letras y ciencias de la Academia de la Marina de Lisboa.

### Trabajo de investigación
Durante su trabajo de investigación sobre el terreno, además de elaborar mapas y gráficos, también fotografió y filmó, lo que posteriormente utilizó en sus conferencias y para ilustrar los libros y artículos que escribió. Entre las campañas que realizó en Portugal destaca la que la llevó a Faial para estudiar y filmar la erupción del volcán Capelinhos en 1957. Fue la primera científica en llegar y subir a Capelinhos.
En el extranjero, destacan los cuatro viajes que realizó a Timor, donde estudió no sólo el relieve de la isla, sino también factores humanos como la ocupación de la tierra y la dispersión de la población, entre otros.

## Reconocimientos
Entre las distinciones que ha recibido están:
- 1964 - Comandante de la Orden de Marechal Pessoa (Brasil).
- 1966 - Premio Internacional Gago Coutinho de la Sociedade de Geografia de Lisboa.
- 1974 - Se le concede la Orden Oficial de las Palmas Académicas de Francia.
- 1982 - Se convierte en miembro de honor de la Sociedad de Geografía de París.[15]
- 1987 - Miembro de Honor de la Academia de Marinha de Lisboa, donde fue Presidenta de la Clase de Artes, Letras y Ciencias.[9]
- 1998 - Gran Oficial de la Orden Militar de Santiago de la Espada (9 de junio).[16]
- 2006 - Concedida la Medalha da Cruz Naval, 1ª clase, Portugal.[17]
- 2013 - Elegida miembro honorario del Observatorio Vulcanológico y Geotérmico de las Azores (OVGA).[18]
- 2016 - Fue una de las científicas homenajeadas por Ciência Viva en 2016 en la primera edición del libro y exposición Mulheres na Ciência.[19]
- 2017 - El Ministerio de la Ciencia, Tecnología y Enseñanza Superior de Portugal le concedió la Medalla al Mérito Científico.[20][21]

## Obras selecionadas
Es autora de varios libros en el campo de la Geografía Física y Humana:
- 1955 - A ilha de São Miguel: estudo geográfico.[25]

- 1960 - Agricultores e Pescadores Portugueses na cidade do Rio de Janeiro: Estudo Comparativo.[26]
- 1960 - Palheiros de Mira: Formação e Declínio de um Aglomerado de Pescadores.
- 1963 - Imagens de Macau. Agência Geral do Ultramar.[27][2]
- 1976 - Lisboa: Esboço Geográfico. Serviço de Cultura da Junta Distrital de Lisboa.
- 1986 - Estudos em Homenagem a Mariano Feio. Livraria Minho. ISBN 9789729617409.[28]
- 1991 - Um Olhar Sobre Macau.
- 1992 - História de Portugal. Circulo de Leitores. ISBN 9789724205861.[29]
- 1994 - Portugal, Perfil Geográfico. Editorial Estampa. ISBN 9789723310832.[30]
- 1996 - Goa e as Praças do Norte.
- 1997 - No trilho dos Descobrimentos. Estudos Geográficos.
- 1998 - Goa e as Praças do Norte Revisitadas.
- 2000 - Nordeste Alentejano em Mudança.
- 2004 - São Miguel, a Ilha Verde (1950-2000).
- 2005 - Atlas de Portugal (coordinación científica). ISBN 972-8867-14-X.[31]